# Lekythopora avicularis
Lekythopora avicularis är en mossdjursart som beskrevs av Maplestone 1909. Lekythopora avicularis ingår i släktet Lekythopora och familjen Lekythoporidae. Inga underarter finns listade i Catalogue of Life.